# Königliche Baugewerkschule Nienburg

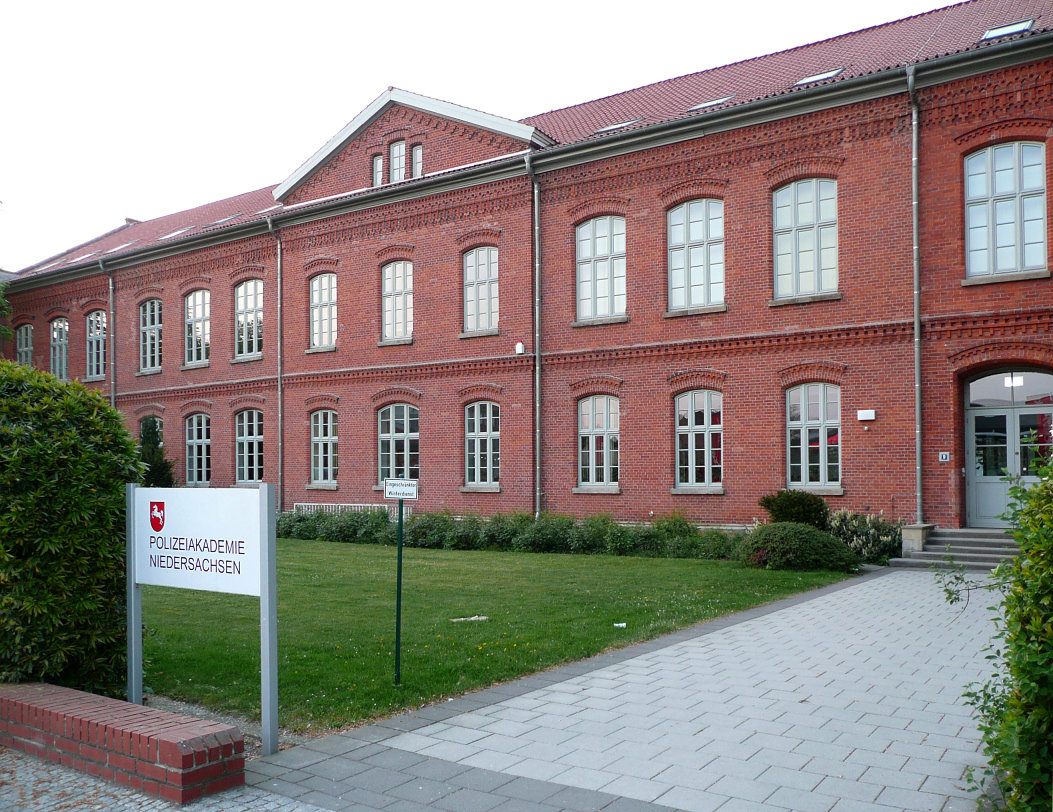
Das Hauptgebäude der Königlichen Baugewerkschule Nienburg, heute Sitz der Polizeiakademie Niedersachsen

Die Königliche Baugewerkschule Nienburg war eine Baugewerkschule in Nienburg/Weser, die 1853 zur Aufstiegsfortbildung von Bauhandwerkern gegründet  wurde. Nach durchgängigem Lehrbetrieb als Hochschule für das Bauwesen hat die Polizeiakademie Niedersachsen seit 2009 ihren Sitz in den denkmalgeschützten Gebäuden.

## Geschichte
Vorläufer der Schule war die 1831 vom königlich hannoverschen Baubeamten Emanuel Bruno Quaet-Faslem in Nienburg gegründete Realschule für das Bauwesen, die ihren Sitz im Quaet-Faslem-Haus als seinem Wohnhaus hatte. Nach Faslems Tod 1851 kam die Schule 1853 als Baugewerkschule unter die Hoheit des Königreichs Hannover. Sie wurde zur ersten staatlichen Baugewerkschule in Norddeutschland. Anfangs war der Lehrbetrieb auf drei Jahre ausgelegt und fand nur in den Wintermonaten statt. 1879 wurde Unterricht auf die Sommermonate ausgedehnt und 1883 auf ein viertes Semester erweitert. In der Zeit der Weimarer Republik wurde die Schule 1931 in Höhere Technische Staatslehranstalt für Hoch- und Tiefbau umbenannt. 1939 wurde sie zur Staatsbauschule und während des Zweiten Weltkrieges wurde der Unterrichtsbetrieb 1943 kriegsbedingt eingestellt. 
1943 war in der Schule zeitweise eine Gruppe von niederländischen Studenten einquartiert, die bei der Firma Adolf Thies Apparatebau als Zivilarbeiter beschäftigt war. Darunter befand sich Fred van der Spek, der spätere Fraktionsvorsitzende der Pacifistisch Socialistische Partij im niederländischen Parlament. 1946 erfolgte die Wiederaufnahme des Unterrichts. 1959 wurde die Schule in Staatliche Ingenieurschule für Bauwesen und 1968 in Staatliche Ingenieur-Akademie für Bauwesen umbenannt. 1971 wurde die Schule mit der Werkkunstschule Hannover zur Fachhochschule Hannover fusioniert. Die Fachhochschule brachte hier bis 2009 die Fachbereiche für Architektur und Bauingenieurwesen unter.

## Baubeschreibung
In den Jahren 1853 und 1854 wurde das heute noch als Hauptbau vorhandene Schulgebäude nach Plänen des Landbauinspektors Ludwig Eberhard Hesse errichtet. Es ist ein traufständig errichteter, zweigeschossiger Massivbau aus rotem Backstein, der ein Satteldach in Ziegeldeckung aufweist. An der Fassade befindet sich ein  Mittelrisalit mit Dreiecksgiebel. Das Hauptgebäude wurde 1879 durch einen nördlichen Anbau an das rückwärtige Treppenhaus und 1895 durch Erweiterungsbauten ergänzt. 1908 folgte ein weiterer Erweiterungsbau. In den 1960er Jahren wurden zusätzliche Unterrichtsgebäude errichtet.
Das Schulgebäude stellt aus Sicht der Denkmalpflege ein charakteristisches Beispiel für den Schul- und Hochschulbau des 19. Jahrhunderts dar.

## Direktoren

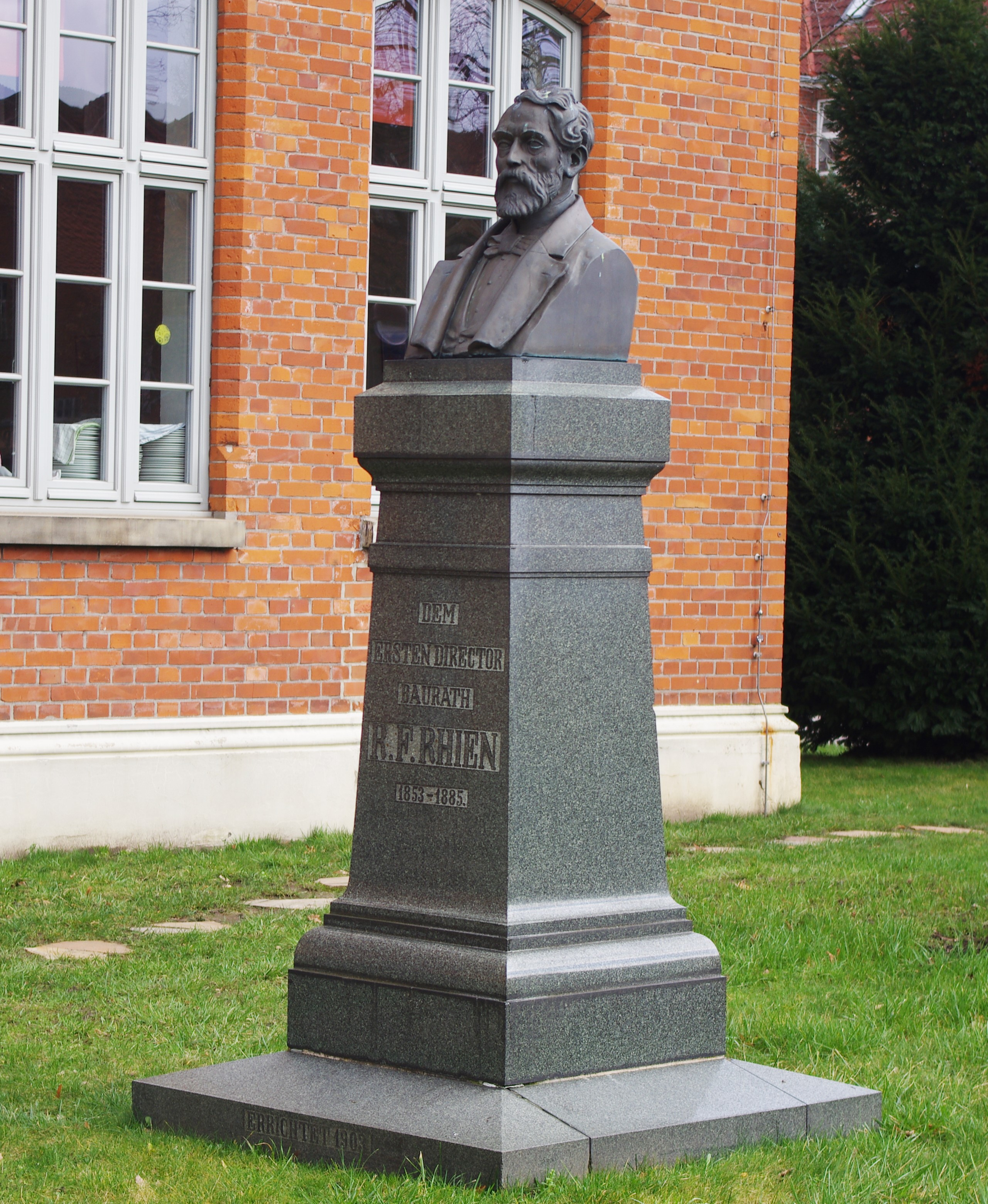
Denkmal am Schulgebäude mit Büste von Robert Friedrich Rhien als erstem Direktor von 1853 bis 1885

- Robert Friedrich Rhien
- Richard Bohn
- Alfred Schau

## Lehrer
- Carl James Bühring
- Ernst Klingenberg
- Otto Frick
- Christian Emil Böhm
- Bruno Specht
- Heinrich Gade

## Schüler
- Henrich Deetjen
- Wilhelm Orgelmann
- Hermann Helmer
- Carl Prediger
- Eberhard Hillebrand
- Ferdinand Wallbrecht
- Julius Fastje
- Johannes Otzen
- Friedrich Remmer
- Wilhelm Mackensen